# Stiepniak
Stiepniak, kaz. Степняк – miasto w północnym Kazachstanie, w obwodzie akmolskim. Stolica rejonu Jengbekszylder.